# Ink

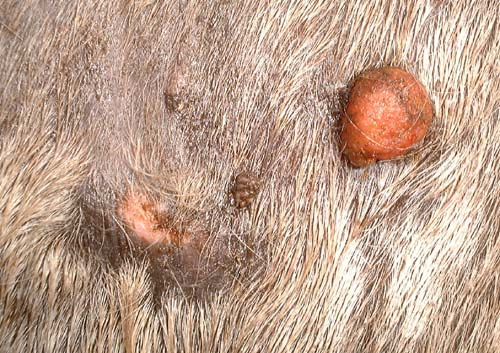
En ink som har brutit igenom huden.

En ink är en godartad hudtumör hos hästar och nötkreatur som bildas efter ett virus. Det krävs en ärftlig benägenhet för att få ink. Inkar kan vara som vårtor under huden. Hos hästar är ink vanligast på storhästar men det kan även drabba vissa ponnyer.

## Etiologi
Orsaken till inkar är inte helt utredd, men ett virus räknas idag som den mest troliga anledningen, och då särskilt den typen av papillomavirus som vanligtvis angriper nötkreatur.